# Zavoya brevispina
Zavoya brevispina är en stekelart som beskrevs av Boucek 1992. Zavoya brevispina ingår i släktet Zavoya och familjen bredlårsteklar.
Artens utbredningsområde är Peru. Inga underarter finns listade i Catalogue of Life.